# 社会民主党 (ブラジル、1987年結成)
社会民主党（しゃかいみんしゅとう、ポルトガル語: Partido Social Democrático）は、1987年に設立されたブラジルの政党。1945年に設立された同名の社会民主党 (PSD)の後継党となることを目指していたが、それに匹敵するほどの議席を得ることはなかった。
この政党は、ジョアン・フィゲイレード大統領の政権で鉱業・エネルギー大臣を務めたセザール・カルスが創設し、2003年まで存続したものの、最後にはブラジル労働党 (PTB) に統合された。

## 選挙
新しい社会民主党 (PSD) として戦った1988年ブラジル地方選挙では、56人の地方議会議員と、サンパウロ州内の2つの自治体、パウリニアとテオドロ・サンパイオ (サンパウロ州)の市長を出すにとどまった。1989年ブラジル大統領選挙では、党首フィゲイレードを候補者することができず、5月に党に合流した元大統領ジャニオ・クアドロスを候補に担ぐ動きが出たが、出には至らなかった。代わって、当時39歳で、選挙期間中に40歳となる、地方民主同盟 (União Democrática Ruralista) 代表のロナルド・カイアードを選挙に初出馬させることとなった。
副大統領候補にカミーロ・カラザンス (Camillo Calazans) を立ててはいたものの目だってはいなかった国民民主党 (PDN)と連携したカイアードは、他の候補者たちに厳しい批判の矢を向けたが、特に労働者党のルイス・イナシオ・ルーラ・ダ・シルヴァに対しては、サンパウロにおける開発プロジェクト承認の見返りとして、ルベカ社 (Lubeca) から金銭を受け取っていたと非難した。また、自分が当選すれば、ファゼンダ「Europa」に侵入した土地なし農民運動 (MST) のメンバーを投獄すると公約したが、これは農場を管理していた彼の親族の求めに応じたものであった。第1回投票で、カイアードは488,872票を取って10位となり、第2回投票ではフェルナンド・コロールの支持に回ると表明した。
1990年の時点で、党には、連邦議会下院議員ひとり、州議会議員2人しかいなかった。2年後、党はすでに101人の首長、6人の連邦議会下院議員、20人の州議会議員を擁していた、さらに1992年のうちに議員の数は党籍の移動により20人に膨れ上がったが、それは金銭と引き換えだったとする告発を受けることになった。この動きを主導したのはパラナ州選出のオナイレヴェス・モウラ (Onaireves Moura)、ロンドニア州選出のノーベル・モウラ (Nobel Moura)、マットグロッソ州選出のイツオ・タカヤマ (マトグロッソ) で、彼らは1993年に入党した。
1994年ブラジル大統領選挙では、PSDはブラジル民主運動党 (PMDB) と連携してオレステス・ケルシアを推し、ケルシアは4位となった。連邦議会下院は3議席のみ、州議会議員は22人となった。州知事選挙で善戦したのは、リオデジャネイロ州知事選挙に出馬したニュートン・クルーズ将軍で、873,925票を取り、3位になった。クルーズは、その後1996年にリオデジャネイロ市長選挙に立候補しようとしたが、党は将軍の立候補への支持を撤回し、当時ブラジル社会民主党 (PSDB) に所属していたセルジオ・カブラル・フィーリョの支持に回った。これに憤ったクルーズは、PSDを離れ、自由戦線党 (PFL)のルイス・パウロ・コンデの支持に回った。また、首長選挙ではひとりも当選できなかった。

## 末期の選挙とブラジル労働党との合併
その後、PSDはナビ・アビ・チェディドが党首となり、1998年、2000年、2002年の選挙にも候補を送ってそれなりの票を得た。2003年に至り、PSDはブラジル労働党に合併された。